# Rusca (okręg Vaslui)
Rusca – wieś w Rumunii, w okręgu Vaslui, w gminie Pădureni. W 2011 roku liczyła 654 mieszkańców.